# Мета (Напуљ)
Мета (итал. Meta) је насеље у Италији у округу Напуљ, региону Кампанија.
Према процени из 2011. у насељу је живело 7598 становника. Насеље се налази на надморској висини од 91 м.

## Становништво
| 1931. | 1936. | 1951. | 1961. | 1971. | 1981. | 1991. | 2001. | 2011. |
| ----- | ----- | ----- | ----- | ----- | ----- | ----- | ----- | ----- |
| 5.372 | 5.509 | 6.123 | 6.637 | 6.947 | 7.007 | 7.392 | 7.696 | 7.969 |